# Stylish (The FILA)
Stylish (The FILA) è un brano musicale interpretato dai Big Bang, pubblicato come singolo per promuovere il marchio di abbigliamento FILA. Successivamente il brano è stato incluso nella raccolta dei brani del gruppo ASIA BEST 2006-2009 e nel singolo Gara Gara Go!.

## Tracce
Download digitale
1. Stylish (The FILA) - 3:10